# Frank Martin (Politiker)
Frank Kieffer Martin (* 4. November 1938 in Columbus, Georgia; † 12. August 2012 ebenda) war ein US-amerikanischer Rechtsanwalt und Politiker.

## Leben
Martin studierte an der Law School der University of Georgia. Später wurde er Staatsanwalt und arbeitete danach als Strafverteidiger. 1964 gründete er die Anwaltskanzlei Martin Law Firm.
1990 wurde er zum Bürgermeister von Columbus gewählt und löste damit James Jernigan ab. Seine Amtseinführung erfolgte 1991. Nach dem Ende seiner vierjährigen Amtszeit wurde er wieder als Rechtsanwalt tätig und praktizierte mit seinem Sohn John T. Martin, der der Anwaltskanzlei seines Vaters 1995 beitrat.
2008 veröffentlichte er den fiktionalen Roman Sowega, beruhend auf Fällen, an denen er während seiner Karriere als Rechtsanwalt mitwirkte.
Martin war verheiratet und hatte drei Kinder, zwei Söhne und eine Tochter. Er starb im Alter von 73 Jahren an den Folgen einer Pankreaskrebserkrankung im St. Francis Hospital. Im Oktober 2013 wurde eine Fußgängerbrücke, die Columbus und die in Alabama gelegene Stadt Phenix City miteinander verbindet, nach ihm benannt.

## Veröffentlichungen
- 2008: Sowega: A Tale of Southern Justice[1]